# 阿博特峰
77°26′S 167°0′E / 77.433°S 167.000°E
阿博特峰（英語：Abbott Peak）是南極洲的山峰，座標77°26′S 167°0′E / 77.433°S 167.000°E，位於羅斯島，處於埃里伯斯火山和伯德山之間，由英國探險家羅伯特·斯科特率領的探險隊繪入地圖，現時由南極條約體系管理。